# هابایشتسوالد (هسن)
هابایشتسوالد (به آلمانی: Habichtswald) یک شهر در آلمان است که در کسل واقع شده‌است. هابایشتسوالد ۵٬۲۱۹ نفر جمعیت دارد.

## خواهرخوانده
شهر Solt خواهرخواندهٔ هابایشتسوالد (هسن) هست.